# 황마로
황마로(1989년 ~ )는 대한민국의 가수다. 2025년 싱글 앨범 [딱 한 번]으로 데뷔했다.

## 방송
- 미스터트롯3 (2024) - Top54

## 음반
- 딱 한 번 (2025)
- 미스터트롯3 장르별 팀배틀 베스트 PART2 (2025)

## 수상
- 양산삽량문화축전 가요제 대상 (2023)
- 양산웅상회야제 동상 (2023)